# Tominów Wierch
Der Tominów Wierch ist ein Berg in den polnischen Pogórze Gubałowskie, einem Gebirgszug der Pogórze Spisko-Gubałowskie, mit 1019  Metern Höhe über Normalnull.

## Lage und Umgebung
Der Tominów Wierch liegt im Hauptkamm der Gubałówka.

## Tourismus
Der Gipfel ist von allen umliegenden Ortschaften leicht erreichbar. Er liegt auf dem Gebiet des Ortes Dzianisz. Er liegt außerhalb des Tatra-Nationalparks.

### Wanderwege
- ▬ ein rot markierter Wander- und Fahrradweg von Gubałówka über Pałkówka, Słodyczki Trzy Kopce und Tominów Wierch, auf den Gipfel und weiter auf den Ostrysz und nach Chochołów